# Драма (ном)
Драма (грец. Δράμα) — ном в Греції, розташований в периферії Східна Македонія та Фракія. Столиця — Драма.

## Муніципалітети і комуни
| Муніципалітет  | YPES код | Місцева влада (якщо відрізняється) | Поштовий код | Тел. код |
| -------------- | -------- | ---------------------------------- | ------------ | -------- |
| Доксато        | 1001     |                                    | 663 00       | 25210-6  |
| Драма          | 1002     |                                    | 661 00       | 25210-2  |
| Каламбакі      | 1003     |                                    | 660 31       | 25210-5  |
| Като-Неврокопі | 1004     |                                    | 660 33       | 25230-2  |
| Нікіфорос      | 1005     |                                    | 660 37       | 25210-9  |
| паранесті      | 1006     |                                    | 660 32       | 25250-2  |
| Просоцані      | 1007     |                                    | 662 00       | 25220-2  |
| Сітагрі        | 1009     | Фотолівос                          | 660 34       | 23510-9  |
| Комуни         | YPES код | Місцева влада (якщо відрізняється) | Поштовий код | Тел. код |
| Сідіронеро     | 1008     |                                    | 660 38       | 25210-9  |

| Греція | Це незавершена стаття з географії Греції. Ви можете допомогти проєкту, виправивши або дописавши її. |